# Serge Golovine
Serge Golovine est un danseur et pédagogue français né à Monaco le 30 octobre 1924 et mort à Boulogne-Billancourt le 31 juillet 1998.
Formé à Nice par Julie Sedova, il danse au Ballet de Monte-Carlo pendant la Seconde Guerre mondiale, rejoint ensuite le Nouveau Ballet de Monte-Carlo, entre à l'Opéra de Paris en 1947 et rallie le Grand Ballet du Marquis de Cuevas en 1951.
Il en devient rapidement l'un des principaux danseurs, admiré pour sa légèreté. À l'occasion de prestigieuses manifestations, il danse notamment avec Liane Daydé.
Il fonde sa propre compagnie en 1962 et est engagé comme maître de ballet au Grand Théâtre de Genève de 1964 à 1969.
Préférant l'enseignement de la danse, il ouvre une école à Genève et devient professeur à l'École de danse de l'Opéra de Paris de 1981 à 1997 et au Conservatoire national supérieur de musique et de danse de Paris.
Il a tenu ses rôles les plus remarquables dans Le Spectre de la rose, La Belle au bois dormant et Petrouchka.
En 1996, il épouse la danseuse Claude Bessy.
Il est enterré à Lumio en Corse à proximité de Calvi.